# 759年
| 千纪： | 1千纪 |
| 世纪： | 7世纪 \| 8世纪 \| 9世纪 |
| 年代： | 720年代 \| 730年代 \| 740年代 \| 750年代 \| 760年代 \| 770年代 \| 780年代                                                  |
| 年份： | 754年 \| 755年 \| 756年 \| 757年 \| 758年 \| 759年 \| 760年 \| 761年 \| 762年 \| 763年 \| 764年                            |
| 纪年： | 己亥年（猪年）；唐乾元二年；南诏赞普钟八年；安庆绪天成二年；史思明应天元年，顺天元年；日本天平宝字三年；渤海国大興二十二年 |

## 大事记
- 3月，史思明協助安慶緒在鄴城之戰擊退唐軍，唐軍撤退後，安慶緒旋為史思明所弒，史思明返回范陽自稱大燕皇帝，隨即南下向唐朝發起進攻企圖再次奪取兩京。
- 9月，李光弼在收整潰軍後在河陽之戰抵擋住了史思明的進攻，戰局開始迴轉為對唐軍有利的態勢。
- 保加利亚在马切尔莱被拜占廷击败。

## 逝世
- 3月25日——安慶緒，安祿山之子，弒父後襲稱燕帝。